# Jeb Ivey
Jeb Ivey (San José, California, 7 de noviembre de 1980) es un exjugador de baloncesto estadounidense que se desempeñaba en las posiciones de base y escolta. Jugó profesionalmente durante 16 temporadas, principalmente en equipos europeos. Su nombre figura en el Libro Guinness de Récords por haber anotado al menos un triple en cada uno de los 177 partidos que jugó entre el 24 de septiembre de 2010 y el 6 de diciembre de 2013.

## Trayectoria
Ivey asistió entre 1999 y 2001 al West Valley College de Saratoga, California, donde jugó dos temporadas para los Vikings en la CCCAA. Luego se transfirió a la Universidad Estatal de Portland, donde se uniría a los Vikings para disputar sus temporadas como júnior y como sénior en la Big Sky Conference de la División I de la NCAA entre 2001 y 2003.
Al dejar la universidad comenzó a jugar profesionalmente fuera de su país. Por ello integró equipos en Islandia y tuvo un breve paso por los Vancouver Volcanoes de la International Basketball League.
En 2007 llegó a la Basketball Bundesliga de Alemania como fichaje del BG 74 Göttingen. Su actuación con el equipo fue tan destacada, que esa temporada fue convocado para participar del All-Star Game de la BBL. Sin embargo su presencia en el baloncesto alemán sólo duraría un año más, ya que en 2009 se incorporó al Joensuun Kataja de la Korisliiga de Finlandia en reemplazo de su compatriota Derrick Mercer.
En 2010, luego de regresar a Islandia para ayudar al Snæfell a obtener el título local -fue el segundo en la carrera de Ivey, que ya había sido campeón en 2006 con el Njarðvík-, el californiano fue contratado por Bisons Loimaa. Con ese equipo ganó dos veces el título de la Korisliiga, siendo además reconocido como el MVP de las finales en ambas ocasiones. 
Siguió su carrera en la segunda división del baloncesto francés, antes de regresar a Finlandia y culminar sus actividades como deportista profesional en Islandia.

## Vida personal
Es hijo del nadador Mitchell Ivey, que representó a los Estados Unidos en dos Juegos Olímpicos de Verano.